# Brachymenium myurella
Brachymenium myurella är en bladmossart som beskrevs av Brotherus 1903. Brachymenium myurella ingår i släktet Brachymenium och familjen Bryaceae. Inga underarter finns listade i Catalogue of Life.